# Fußballclub Hansa Rostock 1996-1997
Questa voce raccoglie le informazioni riguardanti il Fußballclub Hansa Rostock nelle competizioni ufficiali della stagione 1996-1997.

## Stagione
Nella stagione 1996-1997 l'Hansa Rostock, allenato da Frank Pagelsdorf, concluse il campionato di Bundesliga al 15º posto. In Coppa di Germania l'Hansa Rostock fu eliminato al secondo turno dal Karlsruhe.

## Rosa
| N. |                                 | Ruolo | Calciatore             |
| -- | ------------------------------- | ----- | ---------------------- |
| 2  | Germania (bandiera)             | C     | Timo Lange             |
| 3  | Germania (bandiera)             | D     | Christian Beeck        |
| 4  | Germania (bandiera)             | D     | Marco Hinz             |
| 5  | Germania (bandiera)             | D     | Uwe Ehlers             |
| 6  | Germania (bandiera)             | C     | Thomas Ziemer          |
| 7  | Germania (bandiera)             | C     | Martin Groth           |
| 8  | Germania (bandiera)             | C     | Hilmar Weilandt        |
| 9  | Macedonia del Nord (bandiera)   | C     | Toni Mičevski          |
| 10 | Germania (bandiera)             | A     | Enrico Röver           |
| 11 | Polonia (bandiera)              | A     | Sławomir Chałaśkiewicz |
| 12 | Egitto (bandiera)               | C     | Yasser Radwan          |
| 14 | Bosnia ed Erzegovina (bandiera) | A     | Sergej Barbarez        |
| 15 | Germania (bandiera)             | P     | Martin Pieckenhagen    |

| N. |                     | Ruolo | Calciatore         |
| -- | ------------------- | ----- | ------------------ |
| 16 | Germania (bandiera) | D     | Thomas Gansauge    |
| 17 | Germania (bandiera) | D     | Heiko März         |
| 18 | Germania (bandiera) | C     | André Hofschneider |
| 19 | Germania (bandiera) | C     | Stefan Studer      |
| 20 | Germania (bandiera) | A     | Steffen Baumgart   |
| 22 | Germania (bandiera) | C     | Stefan Beinlich    |
| 23 | Germania (bandiera) | C     | Dirk Rehbein       |
| 25 | Germania (bandiera) | D     | Marco Zallmann     |
| 26 | Germania (bandiera) | P     | Perry Bräutigam    |
| 27 | Nigeria (bandiera)  | A     | Jonathan Akpoborie |
| 28 | Germania (bandiera) | C     | Steffen Benthin    |
| 33 | Germania (bandiera) | D     | Marko Rehmer       |

## Organigramma societario
Area tecnica
- Allenatore: Frank Pagelsdorf
- Allenatore in seconda: Juri Schlünz, Andreas Zachhuber
- Preparatore dei portieri:
- Preparatori atletici:

## Calciomercato

### Sessione estiva
| Acquisti | Acquisti            | Acquisti             | Acquisti |
| R.       | Nome                | da                   | Modalità |
| -------- | ------------------- | -------------------- | -------- |
| A        | Sergej Barbarez     | Union Berlino        |          |
| C        | Steffen Benthin     | Hannover 96          |          |
| D        | Thomas Gansauge     | PSV Rostock          |          |
| P        | Martin Pieckenhagen | Duisburg             |          |
| C        | Yasser Radwan       | Baladeyet El-Mahalla |          |
| A        | Enrico Röver        | PSV Rostock          |          |
| C        | Thomas Ziemer       | Magonza              |          |

| Cessioni | Cessioni             | Cessioni             | Cessioni |
| R.       | Nome                 | a                    | Modalità |
| -------- | -------------------- | -------------------- | -------- |
| C        | Matthias Breitkreutz | Arminia Bielefeld    |          |
| P        | Daniel Hoffmann      | Lokomotive Lipsia    |          |
| A        | Carsten Klee         | Zwickau              |          |
| P        | Jens Kunath          | Chongqing Liangjiang |          |
| A        | Rocco Milde          | Dinamo Dresda        |          |
| D        | René Schneider       | Borussia Dortmund    |          |
| D        | Marko Tredup         | TeBe Berlino         |          |

### Sessione invernale
| Acquisti | Acquisti     | Acquisti      | Acquisti |
| R.       | Nome         | da            | Modalità |
| -------- | ------------ | ------------- | -------- |
| D        | Marko Rehmer | Union Berlino |          |

| Cessioni | Cessioni | Cessioni | Cessioni |
| R.       | Nome     | a        | Modalità |
| -------- | -------- | -------- | -------- |

## Risultati

### Bundesliga

#### Girone di andata
| Arbitro: | Fandel |

|                    |           |                         |
| Akpoborie 62’, 76’ | Marcatori | 16’ Schuster 80’ Dundee |

| Arbitro: | Zerr |

|                         |           |               |
| Hofschneider 70’ (aut.) | Marcatori | 40’ Akpoborie |

| Arbitro: | Steinborn |

|  |           |           |
|  | Marcatori | 65’ Bäron |

| Arbitro: | Jansen |

|  |           |                   |
|  | Marcatori | 5’, 59’ Akpoborie |

| Arbitro: | Albrecht |

|  |           |                 |
|  | Marcatori | 90’ Júlio César |

| Arbitro: | Dardenne |

|  |           |                          |
|  | Marcatori | 13’ Akpoborie 57’ Radwan |

| Arbitro: | Aust |

|                                |           |                                                      |
| Beinlich 19’ (rig.) Studer 23’ | Marcatori | 36’ Walker 45’ (aut.) März 54’ Winkler 90’ Borimirov |

| Arbitro: | Kemmling |

|           |           |  |
| Burić 58’ | Marcatori |  |

| Arbitro: | Merk |

|                                         |           |             |
| Sérgio 45’, 49’ Feldhoff 57’ Meijer 78’ | Marcatori | 8’ Beinlich |

| Arbitro: | Strampe |

|                            |           |                       |
| Akpoborie 74’ Baumgart 90’ | Marcatori | 25’ Bobic 38’ Balăkov |

| Arbitro: | Wack |

|                           |           |  |
| Kastenmaier 57’ Villa 70’ | Marcatori |  |

| Arbitro: | Krug |

|                                     |           |             |
| Beinlich 32’ Lange 35’ Baumgart 38’ | Marcatori | 59’ Pisarev |

| Arbitro: | Wagner |

|             |           |  |
| Peschel 58’ | Marcatori |  |

| Arbitro: | Buchhart |

|  |           |           |
|  | Marcatori | 82’ Salou |

| Arbitro: | Krug |

|                        |           |               |
| Basler 31’ (rig.), 43’ | Marcatori | 63’ Akpoborie |

| Arbitro: | Fröhlich |

|                                        |           |          |
| Akpoborie 14’, 55’ Beinlich 57’ (rig.) | Marcatori | 30’ Reeb |

| Arbitro: | Kemmling |

|                |           |  |
| Mulder 2’, 27’ | Marcatori |  |

#### Girone di ritorno
| Arbitro: | Malbranc |

|                   |           |              |
| Dundee 36’ (rig.) | Marcatori | 89’ Barbarez |

| Arbitro: | Berg |

|  |           |         |
|  | Marcatori | 6’ Todt |

| Arbitro: | Jansen |

|                  |           |               |
| Spörl 20’ (rig.) | Marcatori | 62’ Akpoborie |

| Rostock 7 marzo 1997, ore 19:30 CET 21ª giornata | Hansa Rostock | 0 – 0 referto | Colonia | Ostseestadion (17 400 spett.)\| Arbitro: \| Best \| |
| Arbitro:                                         | Best          |               |         |                                                     |

| Arbitro: | Wagner |

|                               |           |  |
| Riedle 59’, 74’ Chapuisat 68’ | Marcatori |  |

| Arbitro: | Zerr |

|                                      |           |              |
| Beinlich 4’ Akpoborie 39’ Studer 43’ | Marcatori | 30’ Mehlhorn |

| Arbitro: | Weber |

|                       |           |  |
| Winkler 65’ Cerny 71’ | Marcatori |  |

| Arbitro: | Steinborn |

|                                     |           |           |
| Baumgart 3’ Beinlich 40’ Studer 49’ | Marcatori | 16’ Spies |

| Arbitro: | Fandel |

|              |           |  |
| Mičevski 75’ | Marcatori |  |

| Arbitro: | Aust |

|                                               |           |            |
| Bobic 3’ Balăkov 48’, 50’ Élber 71’ Haber 76’ | Marcatori | 87’ Radwan |

| Arbitro: | Buchhart |

|               |           |  |
| Akpoborie 42’ | Marcatori |  |

| Arbitro: | Dardenne |

|  |           |              |
|  | Marcatori | 60’ Baumgart |

| Rostock 2 maggio 1997, ore 19:30 CEST 30ª giornata | Hansa Rostock | 0 – 0 referto | Bochum | Ostseestadion (20 700 spett.)\| Arbitro: \| Berg \| |
| Arbitro:                                           | Berg          |               |        |                                                     |

| Arbitro: | Fröhlich |

|  |           |              |
|  | Marcatori | 11’ Beinlich |

| Arbitro: | Krug |

|  |           |                                    |
|  | Marcatori | 33’ Ziege 56’ Klinsmann 62’ Scholl |

| Arbitro: | Albrecht |

|                  |           |                                         |
| Kuntz 60’ (rig.) | Marcatori | 34’ Akpoborie 42’ Beinlich 52’ Barbarez |

| Arbitro: | Dardenne |

|  |           |           |
|  | Marcatori | 89’ Látal |

### Coppa di Germania
| Arbitro: | Müller |

|                      |           |                                                      |
| Lerch 23’ Rögele 65’ | Marcatori | 5’, 30’ Ziemer 8’ Zallmann 56’ Barbarez 72’ Beinlich |

| Arbitro: | Heynemann |

|                       |           |  |
| Keller 71’ Dundee 85’ | Marcatori |  |

## Statistiche

### Statistiche di squadra
| Competizione      | Punti | In casa | In casa | In casa | In casa | In casa | In casa | In trasferta | In trasferta | In trasferta | In trasferta | In trasferta | In trasferta | Totale | Totale | Totale | Totale | Totale | Totale | DR  |
| Competizione      | Punti | G       | V       | N       | P       | Gf      | Gs      | G            | V            | N            | P            | Gf           | Gs           | G      | V      | N      | P      | Gf     | Gs     | DR  |
| ----------------- | ----- | ------- | ------- | ------- | ------- | ------- | ------- | ------------ | ------------ | ------------ | ------------ | ------------ | ------------ | ------ | ------ | ------ | ------ | ------ | ------ | --- |
| Bundesliga        | 40    | 17      | 6       | 4       | 7       | 20      | 20      | 17           | 5            | 3            | 9            | 15           | 26           | 34     | 11     | 7      | 16     | 35     | 46     | -11 |
| Coppa di Germania | -     | 0       | 0       | 0       | 0       | 0       | 0       | 2            | 1            | 0            | 1            | 5            | 4            | 2      | 1      | 0      | 1      | 5      | 4      | +1  |
| Totale            | 40    | 17      | 6       | 4       | 7       | 20      | 20      | 19           | 6            | 3            | 10           | 20           | 30           | 36     | 12     | 7      | 17     | 40     | 50     | -10 |

### Andamento in campionato
| Giornata  | 1 | 2  | 3  | 4 | 5  | 6  | 7  | 8  | 9  | 10 | 11 | 12 | 13 | 14 | 15 | 16 | 17 | 18 | 19 | 20 | 21 | 22 | 23 | 24 | 25 | 26 | 27 | 28 | 29 | 30 | 31 | 32 | 33 | 34 |
| --------- | - | -- | -- | - | -- | -- | -- | -- | -- | -- | -- | -- | -- | -- | -- | -- | -- | -- | -- | -- | -- | -- | -- | -- | -- | -- | -- | -- | -- | -- | -- | -- | -- | -- |
| Luogo     | C | T  | C  | T | C  | T  | C  | T  | T  | C  | T  | C  | T  | C  | T  | C  | T  | T  | C  | T  | C  | T  | C  | T  | C  | C  | T  | C  | T  | C  | T  | C  | T  | C  |
| Risultato | N | N  | P  | V | P  | V  | P  | P  | P  | N  | P  | V  | P  | P  | P  | V  | P  | N  | P  | N  | N  | P  | V  | P  | V  | V  | P  | V  | V  | N  | V  | P  | V  | P  |
| Posizione | 8 | 11 | 13 | 9 | 12 | 10 | 13 | 13 | 14 | 14 | 15 | 14 | 15 | 18 | 18 | 16 | 16 | 17 | 17 | 17 | 17 | 17 | 17 | 17 | 17 | 16 | 16 | 15 | 15 | 15 | 13 | 14 | 14 | 15 |

Legenda:

Luogo: C = Casa; T = Trasferta. Risultato: V = Vittoria; N = Pareggio; P = Sconfitta.

### Statistiche dei giocatori
| Giocatore        | Bundesliga | Bundesliga | Bundesliga  | Bundesliga | Coppa di Germania | Coppa di Germania | Coppa di Germania | Coppa di Germania | Totale   | Totale | Totale      | Totale     |
| Giocatore        | Presenze   | Reti       | Ammonizioni | Espulsioni | Presenze          | Reti              | Ammonizioni       | Espulsioni        | Presenze | Reti   | Ammonizioni | Espulsioni |
| ---------------- | ---------- | ---------- | ----------- | ---------- | ----------------- | ----------------- | ----------------- | ----------------- | -------- | ------ | ----------- | ---------- |
| J. Akpoborie     | 31         | 14         | 7           | 0          | 2                 | 0                 | 0                 | 0                 | 33       | 14     | 7           | 0          |
| S. Barbarez      | 27         | 2          | 2           | 0          | 2                 | 1                 | 0                 | 0                 | 29       | 3      | 2           | 0          |
| S. Baumgart      | 31         | 4          | 2           | 0          | 1                 | 0                 | 0                 | 0                 | 32       | 4      | 2           | 0          |
| C. Beeck         | 12         | 0          | 1           | 0          | 1                 | 0                 | 0                 | 0                 | 13       | 0      | 1           | 0          |
| S. Beinlich      | 33         | 8          | 7           | 0          | 2                 | 1                 | 0                 | 0                 | 35       | 9      | 7           | 0          |
| S. Benthin       | 0          | 0          | 0           | 0          | 0                 | 0                 | 0                 | 0                 | 0        | 0      | 0           | 0          |
| M. Breitkreutz   | 1          | 0          | 0           | 0          | 1                 | 0                 | 0                 | 0                 | 2        | 0      | 0           | 0          |
| P. Bräutigam     | 34         | 0          | 1           | 1          | 2                 | 0                 | 0                 | 0                 | 36       | 0      | 1           | 1          |
| S. Chałaśkiewicz | 24         | 0          | 2           | 0          | 2                 | 0                 | 0                 | 0                 | 26       | 0      | 2           | 0          |
| U. Ehlers        | 6          | 0          | 0           | 0          | 2                 | 0                 | 0                 | 0                 | 8        | 0      | 0           | 0          |
| T. Gansauge      | 24         | 0          | 4           | 0          | 0                 | 0                 | 0                 | 0                 | 24       | 0      | 4           | 0          |
| M. Groth         | 13         | 0          | 0           | 0          | 1                 | 0                 | 0                 | 0                 | 14       | 0      | 0           | 0          |
| M. Hinz          | 1          | 0          | 0           | 0          | 0                 | 0                 | 0                 | 0                 | 1        | 0      | 0           | 0          |
| A. Hofschneider  | 28         | 0          | 4           | 1          | 2                 | 0                 | 0                 | 0                 | 30       | 0      | 4           | 1          |
| T. Lange         | 24         | 1          | 3           | 0          | 0                 | 0                 | 0                 | 0                 | 24       | 1      | 3           | 0          |
| T. Mičevski      | 14         | 1          | 0           | 0          | 0                 | 0                 | 0                 | 0                 | 14       | 1      | 0           | 0          |
| H. März          | 25         | 0          | 7           | 0          | 1                 | 0                 | 0                 | 0                 | 26       | 0      | 7           | 0          |
| M. Pieckenhagen  | 2          | 0          | 0           | 0          | 0                 | 0                 | 0                 | 0                 | 2        | 0      | 0           | 0          |
| Y. Radwan        | 23         | 2          | 4           | 0          | 1                 | 0                 | 1                 | 0                 | 24       | 2      | 5           | 0          |
| D. Rehbein       | 3          | 0          | 0           | 0          | 1                 | 0                 | 0                 | 0                 | 4        | 0      | 0           | 0          |
| M. Rehmer        | 17         | 0          | 1           | 0          | 0                 | 0                 | 0                 | 0                 | 17       | 0      | 1           | 0          |
| E. Röver         | 5          | 0          | 1           | 0          | 0                 | 0                 | 0                 | 0                 | 5        | 0      | 1           | 0          |
| S. Studer        | 31         | 3          | 5           | 1          | 2                 | 0                 | 0                 | 0                 | 33       | 3      | 5           | 1          |
| H. Weilandt      | 22         | 0          | 3           | 0          | 2                 | 0                 | 1                 | 0                 | 24       | 0      | 4           | 0          |
| M. Zallmann      | 23         | 0          | 2           | 1          | 2                 | 1                 | 0                 | 1                 | 25       | 1      | 2           | 2          |
| T. Ziemer        | 14         | 0          | 1           | 0          | 1                 | 2                 | 0                 | 0                 | 15       | 2      | 1           | 0          |